# Alison Johnstone
Alison Johnstone (Edimburgo, 11 de octubre de 1965) es una política británica, presidenta del Parlamento Escocés desde 2021. Elegida como miembro del Partido Verde Escocés. Miembro del Parlamento escocés por la región de Lothian desde 2011.